# مسابقات ورزش‌های آبی اروپا ۱۹۳۸
مسابقات ورزش‌های آبی اروپا ۱۹۳۸ از ۶ تا ۱۳ آگوست ۱۹۳۸ در شهر لندن، انگلستان برگزار شده است.

## جدول مدال‌ها
میزبان 
| رتبه  | کشور           | طلا | نقره | برنز | مجموع |
| ۱     | آلمان          | ۵   | ۷    | ۲    | ۱۴    |
| ۲     | دانمارک        | ۵   | ۱    | ۱    | ۷     |
| ۳     | هلند           | ۲   | ۳    | ۳    | ۸     |
| ۴     | سوئد           | ۲   | ۱    | ۰    | ۳     |
| ۵     | بریتانیای کبیر | ۱   | ۳    | ۵    | ۹     |
| ۶     | مجارستان       | ۱   | ۰    | ۳    | ۴     |
| ۷     | فرانسه         | ۰   | ۱    | ۰    | ۱     |
| ۸     | یوگسلاوی       | ۰   | ۰    | ۱    | ۱     |
| ۸     | بلژیک          | ۰   | ۰    | ۱    | ۱     |
| مجموع | مجموع          | ۱۶  | ۱۶   | ۱۶   | ۴۸    |